# Compact Grey
Compact Grey (* 4. August 1981 in Freital; Geburtsname Mirko Labecki) ist ein deutscher Disc Jockey (DJ), Musikproduzent und Labelbetreiber im Bereich Techno und House.

## Leben
Compact Grey startete 2005 seine Karriere mit ersten DJ-Auftritten und seiner Tätigkeit als Bookingagent bei der neugegründeten DJ- und Künstleragentur Top Ten Artist. 2008 veröffentlichte das Musiklabel Top Ten Music seinen ersten Remix für DJ Steffi und Daryll Pandys „Keep Your Head To The Sky“. 2009 erschien Compact Greys erste Single „The Game“ auf Christian Fischers Musiklabel Definition Records. Ein Jahr später produzierte er zusammen mit ZER diverse Singles, welche auf Klang Gymnastik, BRB Digital, Mooose Records und Top Ten Music veröffentlicht wurden. Darunter befand sich der Titel „Summer Spirit“, die offizielle Hymne für das gleichnamige Musikfestival 2010. 2010 trennte sich Compact Grey von Top Ten Artist/Top Ten Music und wechselte zum Labelmanagement von Stereofunks Imprint Klang Gymnastik. In den folgenden Jahren entstanden weitere Techno- und Houseproduktionen, sowie diverse Remixe auf verschiedenen Labels und mit verschiedenen Partnern, unter anderem mit Beatamines und Stereofunk. 2011 gründete er sein eigenes Label "Gris Musique" für vorwiegend eigene Produktionen auf Schallplatte und Digital. Im selben Jahr mixte er die Festival Compilation „Stereo City“ für das gleichnamige Festival in Ferropolis. Die vierte Single des Labels Gris Musique aus dem Jahr 2012 erreichte mit einem Remix von Ron Costa Platz #11 der Beatport Tech House Charts.

## Diskographie (Auszug)
Singles
- 2009 Kommander (Bootleg, zusammen mit DJ Tokn)
- 2010 The Phenom (Top Ten Music, zusammen mit ZER)
- 2011 El Fantasticó (Sensual Pleasure Recordings, zusammen mit Beatamines)
- 2012 Heel (Gris Musique, zusammen mit Purple Disco Machine)
- 2013 Love To Love (Klang Gymnastik, zusammen mit Stereofunk)

Remixes
- 2008 DJ Steffi - Keep Your Head To The Sky (Top Ten Music)
- 2010 Stereofunk - Happy Piano (Klang Gymnastik, zusammen mit Beatamines)
- 2011 Sofa Tunes - Soulchild (Mooose Records, zusammen mit Zer)
- 2011 Raumakustik - Versicherungsente (Sensual Pleasure Recordings, zusammen mit Beatamines)
- 2012 Robot needs Oil - La Ley Del Retiro (Klang Gymnastik)
- 2013 P-Sun - Number 8 (BeatBrothers Records, zusammen mit ZER)

Mix Compilations
- 2011 Stereo City CD2

Weitere Titel
- 2011 You Think You Know Me!? (Mooose Records)
- 2011 Paint It Gray (Damm Records)
- 2012 Paint It Gray  (Airbeat One 2012 Vinyl Compilation)